# 八台教堂旧址
八台教堂旧址，又名“八台子天主教堂”或“八台天主教堂”，是山西省左云县三屯乡八台村（或称八台子村）北部的一处天主教堂，现仅残存圣母堂立面，俗称“大单巴”。八台教堂旧址是其在2009年末登录为左云县文物保护单位时的登录名。
天主教八台圣母堂由德国神父创建于1876年。据《左云县志》载，当时正值丁戊奇荒，天主教山西北境代牧区的外国传教士和信徒组织赈灾，将天主教传入左云县，教徒一度达到18户83人，包括八台村和邻村的居民。1900年前，八台天主教堂有可容纳850人的圣母大堂和70余间附属房间。光绪二十六年（1900年）的义和团运动中，夏金官、曹老五等带领的义和团烧毁了教堂，还杀死14名外国传教士、4名中国教徒。次年辛丑条约签订，1916年教堂得到复建。重新建成后，左云县、大同县、凉城县、右玉县等地的天主教徒多在此活动。抗日战争、国共内战和1949年后教堂又遭到几次破坏。至今只剩残缺的圣母堂立面。
八台天主教堂背靠摩天岭而建，附近有小天池、石林和摩天岭长城。现存的圣母堂的西式立面高约20米、宽4.5米、进深3.6米，上嵌有各式砖雕，具有浓郁的西式建筑风格。文物工作者称该八台天主教堂是大同地区最大的天主教堂遗存，对地区内的宗教发展和宗教建筑研究具有非凡的学术价值。
八台教堂旧址被视为第三次全国文物普查的重要新发现，收录入国家文物局出版的《2009年 第三次全国文物普查重要新发现》一书。